# Plaza de Mercedes
Plaza de Mercedes es una localidad situada en el departamento Río Primero, provincia de Córdoba, Argentina.
Se encuentra situada a 110 km de la Ciudad de Córdoba, a 5 km de la ruta provincial N.º 10.
La principal actividad económica es la agricultura seguida por la ganadería, siendo el principal cultivo la soja. También existen otros emprendimientos tales como una fábrica de ladrillos block.
Existen en la localidad una escuela primaria (Manuel Belgrano), un destacamento policial, un dispensario y un edificio comunal.
En el año 2011 se inauguró el Museo de la Democracia que relata los hechos ocurridos en 1935 que cambiaron la historia política de Córdoba.  Es el único museo de la democracia de la provincia de Córdoba.

## Población
Cuenta con 67 habitantes (Indec, 2010), lo que representa un incremento del 28,8% frente a los 52 habitantes (Indec, 2001) del censo anterior.
| Gráfica de evolución demográfica de Plaza de Mercedes entre 1991 y 2010 |
|                                                                         |
| Fuente: Censos nacionales del INDEC                                     |

## Sismicidad
La sismicidad de la región de Córdoba es frecuente y de intensidad baja, y un silencio sísmico de terremotos medios a graves cada 30 años en áreas aleatorias. Sus últimas expresiones se produjeron:
- 22 de septiembre de 1908 (116 años), a las 17.00 UTC-3, con 6,5 Richter, escala de Mercalli VII; ubicación 30°30′0″S 64°30′0″O / -30.50000, -64.50000; profundidad: 100 km; produjo daños en Deán Funes, Cruz del Eje y Soto, provincia de Córdoba, y en el sur de las provincias de Santiago del Estero, La Rioja y Catamarca.[3]

- 16 de enero de 1947 (78 años), a las 2.37 UTC-3, con una magnitud aproximadamente de 5,5 en la escala de Richter (terremoto de Córdoba de 1947).[2]

- 28 de marzo de 1955 (70 años), a las 6.20 UTC-3 con 6,9 Richter: además de la gravedad física del fenómeno se unió el desconocimiento absoluto de la población a estos eventos recurrentes (terremoto de Villa Giardino de 1955).

- 7 de septiembre de 2004 (20 años), a las 8.53 UTC-3 con 4,1 Richter.

- 25 de diciembre de 2009 (15 años), a las 21.42 UTC-3 con 4,0 Richter.

## Historia
El 17 de noviembre de 1935 (89 años) fue un episodio épico para la Unión Cívica Radical cordobesa. Amadeo Sabattini  fue uno de los principales del radicalismo moderno de la provincia cuyo esfuerzo de democracia costó la vida de dos dirigentes radicales y siete policías, iniciando el hito fundacional en dicha localidad. En Plaza de Mercedes hace 75 años atrás no debió ser muy relevante en términos electorales, pero como después de la elección del 3 de noviembre se especulaba que el resultado sería muy parejo, Sabattini finalmente ganaría por 5800 votos, las complementarias de dos semanas más tarde tuvieron toda la atención del equipo de la UCR, donde  postulaba a Sabattini, y del oficialista Partido Demócrata, el candidato era José Aguirre Cámara.
En las elecciones complementarias hubo problemas en la fecha original, y Plaza de Mercedes era uno de esos casos habituales en 1935.
Para prevenir posibles fraude de la oposición,  la UCR envió una delegación armada compuesta por el campeón de tiro Carlos Moyano e  importantes dirigentes como Santiago del Castillo (gobernador 1940-1943), Argentino Autcher (gobernador peronista 1946-1947), Pedro Vivas y Agobar Anglada. Los señores Vivas y Anglada murieron en dicho duelo y fueron convertidos en los mártires de la UCR.
Sobre la base de los hechos acontecidos de esa tragedia se filmó la película “Hipólito”, película del director y productor general Teodoro Ciampagna.